# Pedro Ortiz Valdivieso
Pedro Ortiz Valdivieso, född  1926 i Santander, Colombia, död 18 juli 2012 i Bogotá, var en colombiansk botaniker.
Auktorsnamnet P.Ortiz kan användas för Pedro Ortiz Valdivieso i samband med ett vetenskapligt namn inom botaniken; se Wikipediaartiklar som länkar till auktorsnamnet.